# Seattle Seahawks 2006
La stagione 2006 dei Seattle Seahawks fu la 31ª della squadra nella National Football League. La stagione iniziò tentando di migliorare il record di 13-3 della stagione 2005 e di tornare al Super Bowl. I Seahawks vinsero la NFC West division ma arrivarono solo al secondo turno di playoff dove furono sconfitti dai futuri campioni della NFC del 2006, i Chicago Bears, ai supplementari.

## Draft NFL 2006

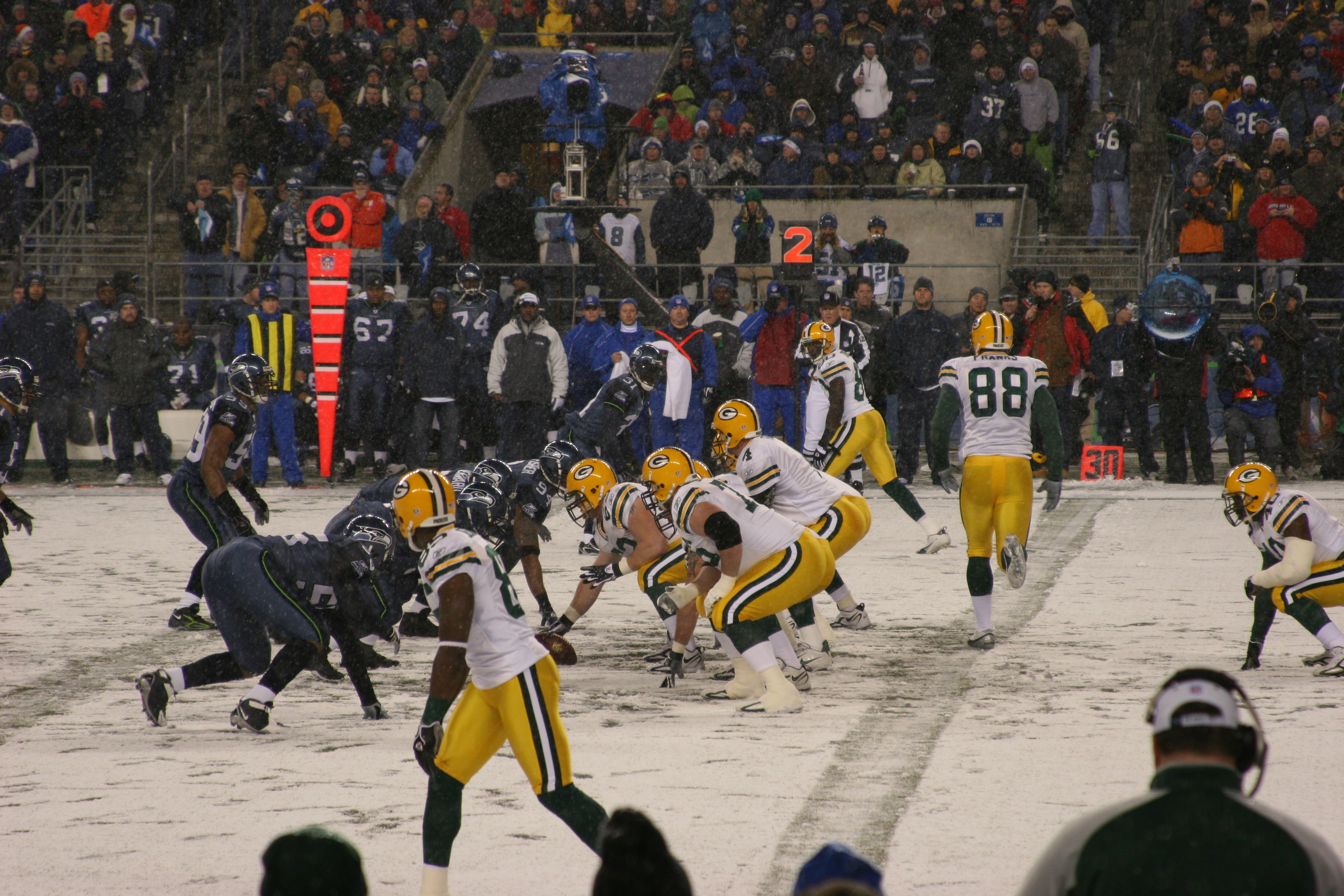
I Seahawks contro i Green Bay Packers nella settimana 12.

| Scelte dei Seahawks nel Draft 2006 |                  |                 |               |
| Giro/scelta                        | Giocatore        | Ruolo           | College       |
| 1/31                               | Kelly Jennings   | Cornerback      | Miami (FL)    |
| 2/63                               | Darryl Tapp      | Defensive end   | Virginia Tech |
| 4/128                              | Rob Sims         | Offensive guard | Ohio State    |
| 5/163                              | David Kirtman    | Fullback        | USC           |
| 7/239                              | Ryan Plackemeier | Punter          | Wake Forest   |
| 7/249                              | Ben Obomanu      | Wide receiver   | Auburn        |

## Roster
| Roster dei Seattle Seahawks nella stagione 2006 |
| --- |
| Quarterback - 8 Matt Hasselbeck - 15 Seneca Wallace Running Back - 37 Shaun Alexander - 20 Maurice Morris - 49 Josh Parry - 33 Josh Scobey - 38 Mack Strong FB - 30 Marquis Weeks Wide Receiver - 83 Deion Branch - 81 Nate Burleson KR - 84 Bobby Engram - 18 D.J. Hackett - 82 Darrell Jackson - 83 Willie Ponder Tight End - 85 Will Heller - 47 Bennie Joppru - 88 Itula Mili - 48 Derek Rackley - 86 Jerramy Stevens Offensive Linemen - 68 Tom Ashworth T - 52 J.P. Darche C - 62 Chris Gray G - 71 Walter Jones T - 75 Sean Locklear T - 67 Rob Sims G - 65 Chris Spencer C - 61 Robbie Tobeck C - 74 Ray Willis T - 77 Floyd Womack G Defensive Linemen - 99 Rocky Bernard DT - 91 Chartric Darby DT - 95 Russell Davis DT - 94 Bryce Fisher DE - 97 Marcus Green DT - 78 Robert Pollard DE - 69 Joe Tafoya DE - 55 Darryl Tapp DE - 93 Craig Terrill DT - 90 Marcus Tubbs DT - 98 Grant Wistrom DE Linebacker - 57 Kevin Bentley - 58 Marquis Cooper - 56 Leroy Hill - 58 Isaiah Kacyvenski - 53 Niko Koutouvides - 47 Lance Laury - 54 D.D. Lewis - 59 Julian Peterson - 51 Lofa Tatupu Defensive Back - 27 Jordan Babineaux S - 28 Michael Boulware S - 40 Oliver Celestin - 25 Rich Gardner - 26 Ken Hamlin S - 31 Kelly Herndon CB - 44 John Howell - 29 Pete Hunter CB - 21 Kelly Jennings CB - 35 Gerard Ross - 23 Marcus Trufant CB - 22 Jimmy Williams CB Special Team - 3 Josh Brown K - 1 Ryan Plackemeier P |
| Legenda - I rookie sono in corsivo. - Il primo ruolo è il principale mentre gli eventuali successivi indicano i ruoli secondari. - (IR) sta per Injured Reserve ed indica la lista ristretta per un solo giocatore infortunato che può tornare ad allenarsi dopo la settimana 6 e a rientrare in prima squadra dopo che questa ha giocato 8 partite. - (NF-Inj.) / (NF-Ill.) stanno rispettivamente per Non-Football Injured e Non-Football Illness ed indicano le liste dove viene inserito un giocatore che ha un infortunio o una malattia non dipendente dal football americano. - (PUP) sta per Physically Unable to Perform ed indica la lista dove viene inserito un giocatore mentre è in attesa di recuperare la condizione fisica. Nella stagione regolare dopo la sesta partita giocata dalla propria squadra, il giocatore ha tempo tre settimane per riprendere ad allenarsi, più tre settimane aggiuntive dal suo rientro agli allenamenti per rientrare in prima squadra. |

## Calendario
| Turno      | Data               | Avversario           | Risultato          | Stadio                        | Record             | Tabellino          | Pubblico           |
| 1          | 10 settembre 2006  | Detroit Lions        | V 9-6              | Ford Field                    | Fox                | 1-0                | Recap              |
| 2          | 17 settembre 2006  | Arizona Cardinals    | V 21-10            | Qwest Field                   | Fox                | 2-0                | Recap              |
| 3          | 24 settembre 2006  | New York Giants      | V 42-30            | Qwest Field                   | Fox                | 3-0                | Recap              |
| 4          | 1º ottobre 2006    | Chicago Bears        | S 6-37             | Soldier Field                 | NBC                | 3-1                | Recap              |
| 5          | Settimana di pausa | Settimana di pausa   | Settimana di pausa | Settimana di pausa            | Settimana di pausa | Settimana di pausa | Settimana di pausa |
| 6          | 15 ottobre 2006    | St. Louis Rams       | V 30-28            | Edward Jones Dome             | Fox                | 4-1                | Recap              |
| 7          | 22 ottobre 2006    | Minnesota Vikings    | S 13-31            | Qwest Field                   | Fox                | 4-2                | Recap              |
| 8          | 29 ottobre 2006    | Kansas City Chiefs   | S 28-35            | Arrowhead Stadium             | Fox                | 4-3                | Recap              |
| 9          | 6 novembre 2006    | Oakland Raiders      | V 16-0             | Qwest Field                   | ESPN               | 5-3                | Recap              |
| 10         | 12 novembre 2006   | St. Louis Rams       | V 24-22            | Qwest Field                   | Fox                | 6-3                | Recap              |
| 11         | 19, 2006           | San Francisco 49ers  | S 14-20            | Monster Park                  | Fox                | 6-4                | Recap              |
| 12         | 27 novembre 2006   | Green Bay Packers    | V 34-24            | Qwest Field                   | ESPN               | 7-4                | Recap              |
| 13         | 3 dicembre 2006    | Denver Broncos       | V 23-20            | Invesco Field at Mile High    | NBC                | 8-4                | Recap              |
| 14         | 10 dicembre 2006   | Arizona Cardinals    | S 21-27            | University of Phoenix Stadium | Fox                | 8-5                | Recap              |
| 15         | 14 dicembre 2006   | San Francisco 49ers  | S 14-24            | Qwest Field                   | NFL Network        | 8-6                | Recap              |
| 16         | 24 dicembre 2006   | San Diego Chargers   | S 17-20            | Qwest Field                   | CBS                | 8-7                | Recap              |
| 17         | 31 dicembre 2006   | Tampa Bay Buccaneers | V 23-7             | Raymond James Stadium         | Fox                | 9-7                | Recap              |
| Wild Card  | 6 gennaio 2007     | Dallas Cowboys       | V 21-20            | Qwest Field                   | NBC                | 10-7               | Recap              |
| Divisional | 14 gennaio 2007    | Chicago Bears        | S 24-27 (DTS)      | Soldier Field                 | Fox                | 10-8               | Recap              |

## Leader della squadra
| Leader della squadra   |                 |       |
| Categoria              | Giocatore       | N.    |
| Yard passate           | Matt Hasselbeck | 2.442 |
| Touchdown passati      | Matt Hasselbeck | 18    |
| Yard corse             | Shaun Alexander | 896   |
| Touchdown su corsa     | Shaun Alexander | 7     |
| Ricezioni              | Darrell Jackson | 63    |
| Yard ricevute          | Darrell Jackson | 956   |
| Touchdown su ricezione | Darrell Jackson | 10    |
| Sack                   | Julian Peterson | 10,0  |
| Intercetti             | Ken Hamlin      | 3     |

## Pro Bowler
I seguenti giocatori dei Seahawks sono stati convocati per il Pro Bowl 2007.
- T Walter Jones (come titolare)
- LB Julian Peterson (come titolare)
- FB Mack Strong (come titolare)
- LB Lofa Tatupu (come titolare)